# 熊本県道315号竈門菰田山鹿線
熊本県道315号竈門菰田山鹿線（くまもとけんどう315ごう かまどこもだやまがせん）は、熊本県玉名郡和水町から山鹿市に至る一般県道である。

## 概要
起点から終点までほぼ菊池川に沿って走る。

### 路線データ
- 起点：熊本県玉名郡和水町竈門（熊本県道16号玉名山鹿線交点）
- 終点：熊本県山鹿市鍋田（山鹿市鍋田交差点、国道443号交点）

## 路線状況

### 重複区間
- 熊本県道・福岡県道6号玉名立花線（玉名郡和水町竈門 - 玉名郡和水町久井原）
- 熊本県道194号和仁菊水線（玉名郡和水町江栗 - 玉名郡和水町下津原）
- 熊本県道・福岡県道6号玉名立花線（玉名郡和水町平野 - 玉名郡和水町下津原）

## 地理

### 通過する自治体
- 玉名郡和水町
- 山鹿市

### 交差する道路
| 交差する道路                                                                      | 市町村名 | 市町村名 | 交差する場所 | 交差する場所            |
| --------------------------------------------------------------------------------- | -------- | -------- | ------------ | ----------------------- |
| 熊本県道16号玉名山鹿線                                                            | 玉名郡   | 和水町   | 竈門         | 起点                    |
| 熊本県道・福岡県道6号玉名立花線 重複区間起点                                      | 玉名郡   | 和水町   | 竈門         |                         |
| 熊本県道・福岡県道6号玉名立花線 重複区間終点                                      | 玉名郡   | 和水町   | 久井原       |                         |
| 熊本県道194号和仁菊水線 重複区間起点                                              | 玉名郡   | 和水町   | 江栗         |                         |
| 熊本県道・福岡県道6号玉名立花線 重複区間起点                                      | 玉名郡   | 和水町   | 平野         |                         |
| 熊本県道・福岡県道6号玉名立花線 重複区間終点 熊本県道194号和仁菊水線 重複区間終点 | 玉名郡   | 和水町   | 下津原       |                         |
| 国道443号                                                                         | 山鹿市   | 山鹿市   | 鍋田         | 山鹿市鍋田交差点 / 終点 |

### 沿線
- 菊池川